# Bez litości (film 1986)
Bez litości (ang. No Mercy) – amerykański film akcji z 1986 roku w reżyserii Richarda Pearce’a. Zdjęcia kręcono w Chicago, Wilmington, Nowym Orleanie i Baton Rouge.

## Fabuła
Akcja toczy się w okolicach Nowego Orleanu. Były policjant Eddie Jilette, poszukuje mordercy swojego przyjaciela i zarazem zawodowego partnera. Dowiaduje się, że jedynym świadkiem zabójstwa jest Michel, kochanka gangstera Losado. Wówczas Eddie porywa ją, by sprowokować bandytę i uprowadza ją na bagna. Ludzie Losado depczą im po piętach, tymczasem nieoczekiwanie  pomiędzy Eddiem a Michel rodzi się uczucie.

## Obsada
- Richard Gere – Eddie Jillette
- Kim Basinger – Michel Duval
- Jeroen Krabbé – Losado
- George Dzundza – kapitan Stemkowski
- Gary Basaraba – Joe Collins
- William Atherton – Allan Deveneux
- Terry Kinney – Paul Deveneux
- Ely Pouget – Julia Fischer
- Bruce McGill – porucznik Hall
- Ray Sharkey – Angles Ryan
- Kim Chan – stary mężczyzna